# Mühlbach (Dietfurt an der Altmühl)
Mühlbach ist ein Gemeindeteil der Stadt Dietfurt an der Altmühl und eine Gemarkung im Landkreis Neumarkt in der Oberpfalz in Bayern.

## Lage
Das Pfarrdorf liegt in der südlichen Frankenalb im Altmühltal an der Staatsstraße 2230 südöstlich von Dietfurt an der Altmühl. Einziger Ort auf der Gemarkung ist Mühlbach.
Am Ortsrand entspringt der gleichnamige Mühlbach aus einer Karstquelle.

## Geschichte
Eine Besiedlung lässt sich bereits im Jungpaläolithikum (ca. 50000 bis 10000 Jahre a. Chr. n.) nachweisen. In der Fischleitenhöhle wurden Spuren des Auringnacmenschen gefunden.
Während der Römerzeit in Südbayern (15 v. Chr. bis ins 5. Jahrhundert n. Chr.) lag Mühlbach außerhalb der römischen Provinz Raetien im Vorfeld der Limesgrenze. Aus dieser Zeit sind kaum archäologische Funde bekannt. Doch bei Grabungen wurde eine römische Münze gefunden. Das Gebiet gehört auch zum frühen Siedlungsraum der Germanen. Auf dem Wolfsberg sind noch Überreste eines Walles zu sehen, der vermutlich ein Zangentor besitzt, was als Hinweis auf eine keltische Herkunft gedeutet werden kann, jedoch gibt es keine weiteren gesicherten archäologischen Belege dafür.
Im Mittelalter stand im Ort ein Schloss der Grafen von Grögling-Hirschberg. Darin unterzeichnete am 8. September 1304 der letzte Graf Gebhard VII. sein Testament („... Mühlbach iuxta oppidum nostrum Dietfurt ...“; ... Mühlbach in der Nähe unserer Stadt Dietfurt ...) das die territorialen Grenzen in dieser Gegend für viele Jahrhunderte festlegte. Mühlbach kam mit Dietfurt damals zum Herzogtum Bayern.
Auf dem Kopffelsen befinden sich die Überreste eines Burgstalls, von dem jedoch nur die Wallanlagen und ein Halsgraben zu sehen sind. Außerdem ist etwa 200 Meter vor der Hauptanlage ein unvollendeter Vorwall zu finden, was auf eine unvollendete Expansion des Burgstalls schließen lässt.
Der 1835 bis 1846 erbaute Ludwig-Donau-Main-Kanal führte an Mühlbach vorbei. Bei Mühlbach gab es eine Ladestelle (Anlände) für den Güterumschlag. 1950 wurde der Ludwigskanal wieder aufgelassen und in den 1990er-Jahren größtenteils beim Bau des Main-Donau-Kanales überformt. Ein kleiner Abschnitt sowie die Schleuse 12 sind erhalten geblieben.
Die Gemeinde Mühlbach hatte 1961 eine Fläche von 1050,44 Hektar und bestand aus den Orten Mühlbach und Schweinkofen. 1880 wurde sie aus dem Bezirksamt Hemau in das Bezirksamt Beilngries umgegliedert und kam 1909 zum Bezirksamt Riedenburg, dem späteren Landkreis Riedenburg. Ihre größte Einwohnerzahl hatte die Gemeinde im Jahr 1950 mit 368. Am 1. Januar 1972 wurde die Gemeinde in die Stadt Dietfurt an der Altmühl eingegliedert, die am 1. Juli 1972 zum Landkreis Neumarkt in der Oberpfalz kam.

## Bildung, Kultur und Sehenswürdigkeiten

### Katholische Kirche Maria Heimsuchung

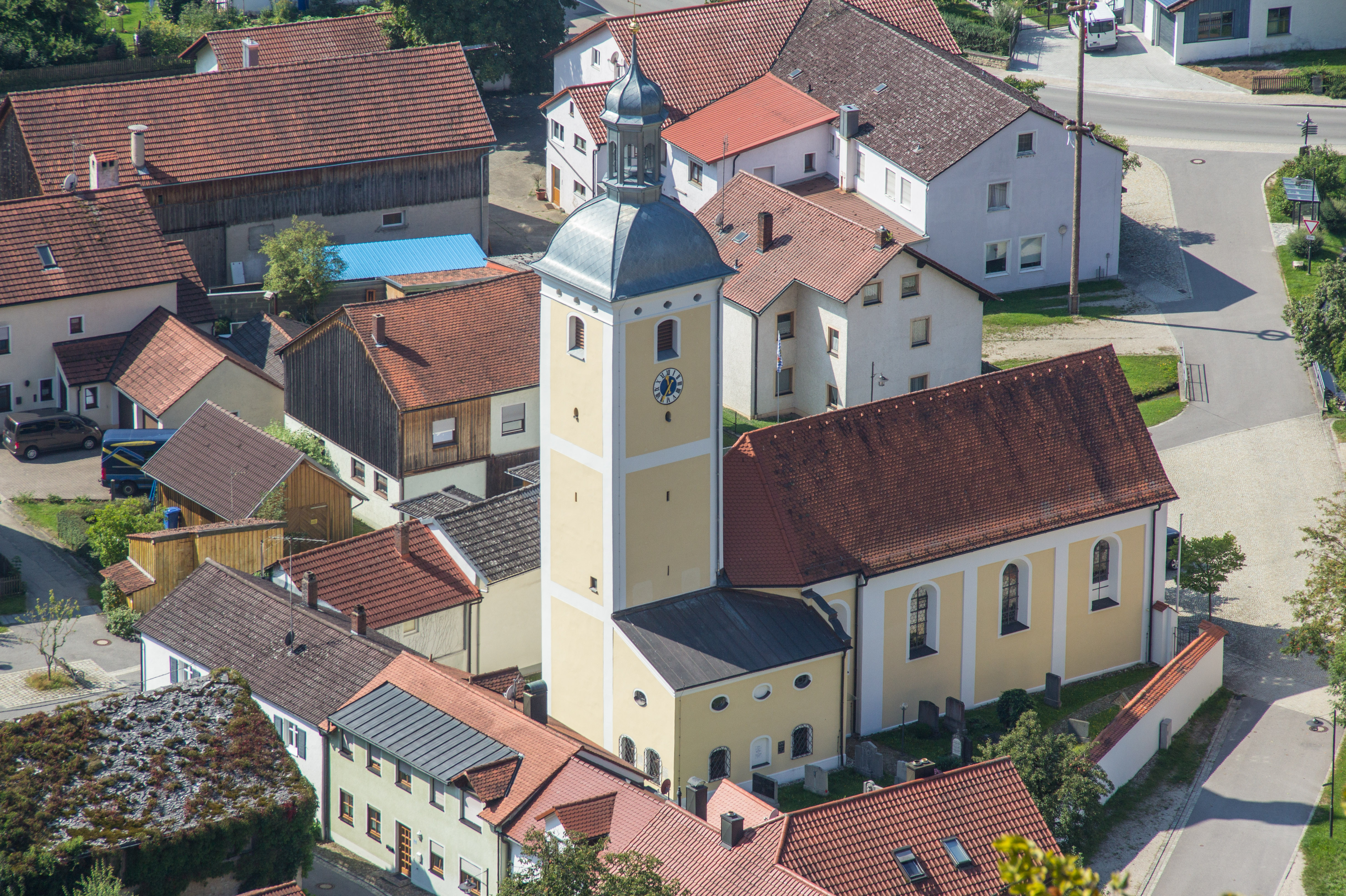
Katholische Kirche Maria Heimsuchung

Mühlbach ist eine uralte Pfarrei, die im Mittelalter zum Kloster Altmühlmünster gehörte. Die Pfarrkirche wurde in der heutigen Form 1722 erbaut. Das Gotteshaus ist der Hl. Maria geweiht. Hinter dem Hochaltar befindet sich eine gotische Kapelle mit zahlreichen gut erhaltenen Fresken aus der Zeit, der Chor der ehemals gotischen Kirche. Der schöne Hochaltar mit seinen vier Säulen stammt aus der Zeit des barocken Kirchenneubaus im 18. Jahrhundert.
KATH. PFARRKIRCHE ST. MARIA. Matrikel R., S. 283. — VO. IV, 206, 303; XXXVI, ɪʒo, 186. — Hohn IV, 124. — Sax, S. 175. — Zoller, Riedenburg, S. 69. — Maltheserordensliteral. Nr. 251∕2, Reichsarchiv München, fol. 281 ff.

### Mühlbachquellhöhle
Die Mühlbachquellhöhle ist eine der ersten entdeckten Flusshöhlen der Fränkischen Alb. Ihr entspringt eine der größten Karstquellen Nordbayerns, die Mühlbachquelle. Dieses wasseraktive und großräumige Höhlensystem mit vermessenen über 10 Kilometern Länge wird durch die Höhlenforscher der Karstgruppe Mühlbach (KGM) wissenschaftlich erforscht.

### Jurahaus-Ensemble Obermühle

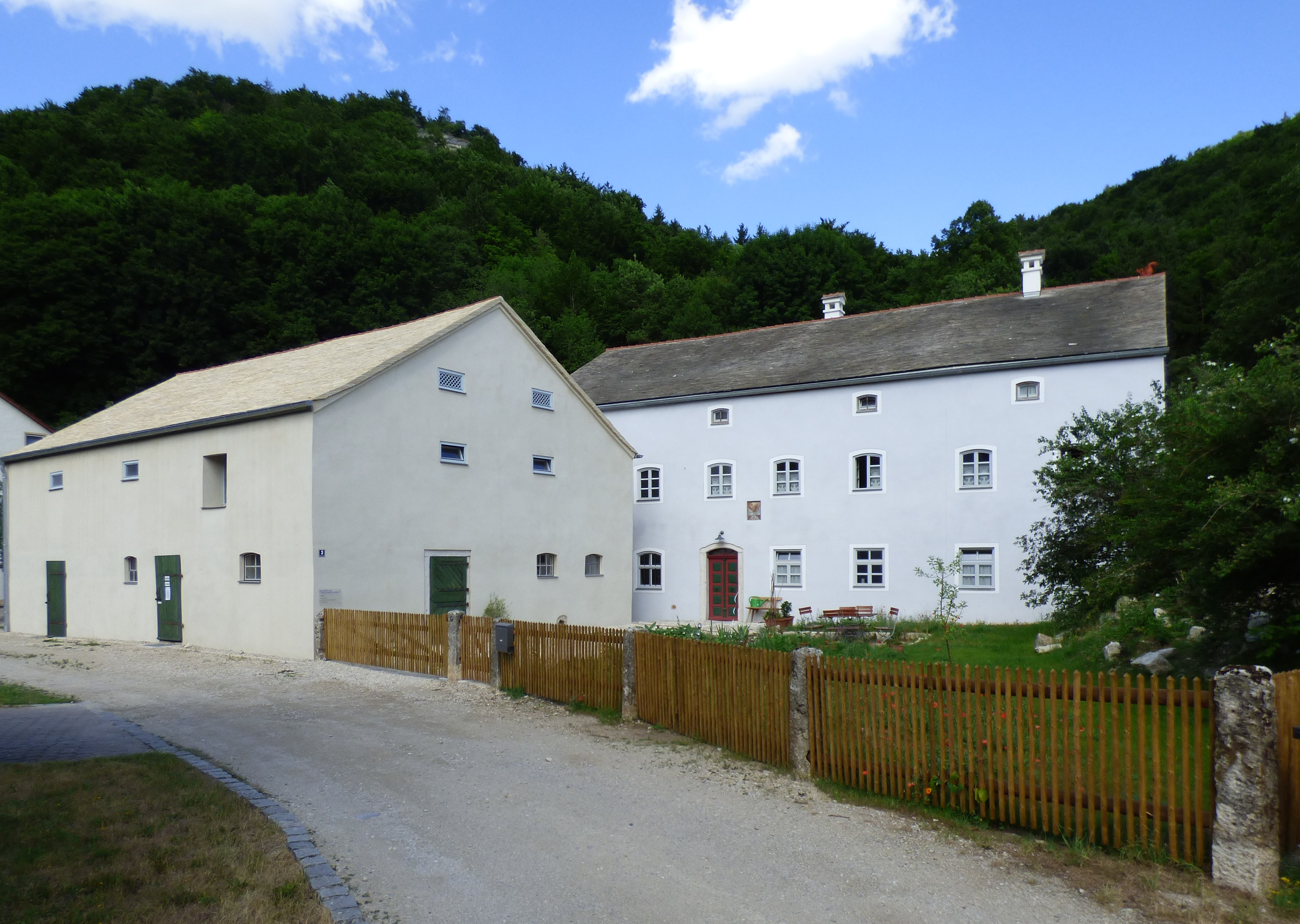
Obermühle in Mühlbach

Das denkmalgeschützte Mühlen-Ensemble besteht aus insgesamt vier Gebäuden: Wohn- und Mühlentrakt, Steinstadel, ehemaliger Sägemühlstadel und ehemaliges Badhaus. Die Gebäude sind – wie es für Jurahäuser typisch ist – alle mit Stein gedeckt. Weitere Bauwerke sind der Teich der Mühlbachquelle mit seinen Wehranlagen, das eiserne Wasserrad sowie eine hölzerne, mit Zwicktaschen gedeckte Brücke über das Wehr. Im Steinstadel sowie im Erdgeschoss des Sägemühlstadels ist ganzjährig die Ausstellunge „Stein.Wasser.Höhle“ zu besichtigen, die über die Geschichte und Sanierung der Obermühle, den Haustyp der Jurahäuser sowie die Erforschung der Mühlbachquellhöhle informiert.

### Öffentlicher Bücherschrank und Bookcrossing-Zone
Seit April 2013 befindet sich ein Öffentlicher Bücherschrank im Holzhäuschen auf dem Kirchplatz.

### Aus- und Fortbildungszentrum Mühlbach Kaminkehrerinnung

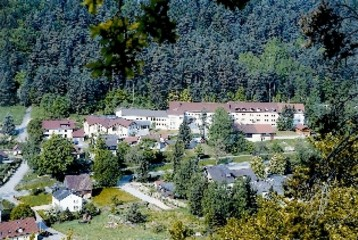
Kaminkehrerschule in Mühlbach

Das Aus- und Fortbildungszentrum der Kaminkehrerinnung Unterfranken, Oberfranken und Oberpfalz ist eine der modernsten Weiterbildungsstätten im Schornsteinfegerhandwerk. Der Leiter des Bildungszentrums ist Peter Wilhelm. 1971 erwarb die Kaminkehrerinnung die ehemalige Volksschule in Mühlbach mit ca. 5000 m². Ab diesem Zeitpunkt wurde die Einrichtung der Schule mit Lehrsälen, einer Aula, Versuchsräumen und Lehrwerkstätten ausgestattet und weiter ausgebaut.

### Haus des Gastes / Altes Schulhaus

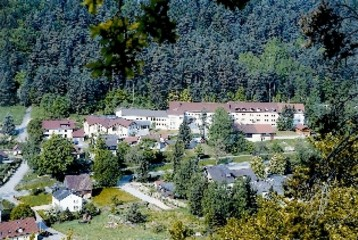
Kaminkehrerschule in Mühlbach

Das Haus des Gastes war die ehemalige Schule des Ortes bis zu seiner Schließung und ist heute ein Treffpunkt für diverse Vereine.

## Vereine
- Freiwillige Feuerwehr Mühlbach/Schweinkofen
- Obst- und Gartenbauverein
- Katholische Landjugend Mühlbach/Schweinkofen
- Frauenkreis Mühlbach/Schweinkofen
- Mühlbacher Musikanten
- Karstgruppe Mühlbach

## Belege
1. ↑  Statistiken – Stadt Dietfurt. (PDF) Abgerufen am 28. März 2024.
2. 1 2 3  Bayerisches Statistisches Landesamt (Hrsg.): Amtliches Ortsverzeichnis für Bayern, Gebietsstand am 1. Oktober 1964 mit statistischen Angaben aus der Volkszählung 1961. Heft 260 der Beiträge zur Statistik Bayerns. München 1964, DNB 453660959, OCLC 230947413, Abschnitt II, Sp. 601 (Digitalisat).
3. 1 2  Ingrid Burger-Segl: Archäologische Wanderungen. In: Reihe gelbe Taschenbuchführer. 2. Auflage. Band 1: unteres Altmühltal. Verlag Walter E. Keller, Treuchtlingen 1993, ISBN 3-924828-42-3, S. 76–79.
4. ↑  Bayerisches Statistisches Landesamt (Hrsg.): Historisches Gemeindeverzeichnis : Die Einwohnerzahlen der Gemeinden Bayerns in der Zeit von 1840 bis 1952 (= Beiträge zur Statistik Bayerns. Heft 192). München 1954, DNB 451478568, OCLC 311071516, S. 122, urn:nbn:de:bvb:12-bsb00066439-3 (Digitalisat).
5. ↑  Wilhelm Volkert (Hrsg.): Handbuch der bayerischen Ämter, Gemeinden und Gerichte 1799–1980. C. H. Beck, München 1983, ISBN 3-406-09669-7, S. 557.